# Mors et vita
Trilogie sacrée
Mors et vita (CG 33) est un oratorio en trois parties de Charles Gounod.

## Historique
Mors et vita a été créé au Festival triennal de musique de Birmingham le 26 août 1885 sous la direction de Hans Richter. Le texte est du compositeur tiré de la liturgie catholique et de la Bible. Gounod a dédicacé son oratorio au pape Léon XIII. La première édition a été faite à Londres chez Novello en 1885. Une traduction en anglais (Death and Life) a été faite par J. Troutbeck.
L'oratorio a été conçu comme la suite de La Rédemption (1882). 
L'œuvre a été rejouée au Royal Albert Hall de Londres le 26 février 1886. La première parisienne a eu lieu le 22 mai 1886 au Palais du Trocadéro. Les quatre solistes étaient alors : G. Krauss (soprano), J. Conneau (mezzo-soprano),  E. Lloyd (ténor), J.B. Faure (baryton). Lors de ce concert a été mis à nouveau en vedette le baryton Jean-Baptiste Faure. 
Gounod considérait cet oratorio et son prédécesseur La rédemption (1882) comme ses plus grandes réalisations.

« Avertissement

Cet ouvrage fait suite à ma trilogie sacrée « La Rédemption ». On sera peut-être surpris que, dans le titre, j’aie mentionné la Mort avant la Vie. C’est qu’en effet la Mort n’est que la fin de l’Existence qui est un mourir continuel ; mais elle est le premier instant et, en quelque sorte la naissance de ce qui ne meurt plus.
La première partie est consacrée à l’expression des tristesses causées par la perte des êtres aimés et aux solennelles terreurs de la Justice infaillible.
La seconde contient le Réveil des Morts par la trompette des Anges, et le Jugement des Élus et des Réprouvés.
La troisième, tirée de l’Apocalypse, est la description de la Nouvelle Jérusalem et de la Vie bienheureuse. »

— Charles Gounod, Mors et vita (livret)

## Structure
L'œuvre est écrite pour soprano, mezzo-soprano, ténor, baryton, chœur mixte et orchestre.
Elle comprend trois parties :

### 1rePartie: Mors (la Mort)
- Prologue
  - Coro (Horrendum est incidere)
  - Vox Jesu, Solo Baritono e Coro (Ego sum Resurectio)
- Requiem
  - 1A. Introit et Kyrie
  - 1B. Due Cori senza accompagnamento (A custodiâ matutinâ usque ad noctem)
  - 2. Coro (Dies iræ)
  - 3A. Quartetto e Coro (Quid sum, miser, tunc dicturus)
  - 3B. Solo e Coro (Felix culpa)
  - 4. Duo e Coro (Quærens me, sedisti lassus)
  - 5. Quartetto e Coro (Ingemisco tanquam reus)
  - 6. Solo tenore (Inter oves locum præsta)
  - 7. Coro e Quartetto (Confutatis maledictis)
  - 8. Coro e Soli (Lacrymosa dies illa)
  - 9. Offertorium - Coro e Solo soprano (Domine Jesu Christe, Rex Gloriæ)
  - 10. Solo tenoro e Coro (Sanctus)
  - 11. Quartetto (Pie Jesus)
  - 12. Solo soprano e Coro (Agnus Dei)
  - Epilogus - Orchestra

### 2ePartie: Judicium (le Jugement)
- 1. Somnus mortuorum (Le sommeil des morts), Preludio - Orchestra
- 2. Tubæ ad ultimum judicium (Les trompettes du jugement dernier) - Orchestra
- 3. Resurrectio mortuorum - Orchestra, Solo baritono (Cum autem venerit Fillus Hominis)
- 4. Judex (le Juge) - Orchestra, Coro (Sedenti in throno)
- Judicium electorum (Jugement des élus) 
  - 5. Solo baritono (Et congregabuntur) - Solo soprano e Coro [Soprani e Alti] (Beati qui lavant)
  - 5A. Corale (In memoriâ  æternâ)
- Judicium rejectaneorum (Jugement des réprouvés) 
  - 6. Solo baritono - Coro (Discedite a Me)

### 3ePartie: Vita (la Vie)
- Visio Sanctis Johannis (Vision de Saint-Jean)
  - 1. Solo baritono (Et vidi Cœlum novum)
  - 2. Jerusalem cœlestis (Jérusalem céleste) Orchestra e Solo baritono (Et ego Joannes)
  - 3. Coro (Sanctus)
  - 4. Solo baritono e Coro (Vox magna in Cœlo - La grande voix dans le ciel)
  - 5. Quartetto (Lacrymæ, dolor, mors, amplius non existabunt  - Les larmes, la douleur, la mort  n'existeront plus)
  - 6. Solo baritono e Coro (Ecce, omnia novata ! - Voici, toutes choses sont faites nouvelles !)
  - 7. Coro celeste (Ego sum Alpha et Omega) - Coro (Ecce, Tabernaculum Dei)
  - 8. Coro (Hosanna in excelsis)

durée : 2 h 40 environ.
L'oratorio commence par un Requiem comportant douze numéros puis sont mis en musique des versets de l'Évangile selon Saint-Matthieu et de l'Apocalypse.

## Discographie
- Mors et Vita, Barbara Hendricks, Nadine Denize, John Aler, José Van Damm, Orféon Donostiarra, Orchestre du Capitole de Toulouse, dir Michel Plasson, EMI Classics, 1992,  2h40
- Mors et Vita, Barbara Frittoli, Lidia Tirendi, Zoran Todorovich, Davide Damiani, Budapester Rundfunkchor, Radio-Sinfonie Orchester Franckfurt, dir Marcello Viotti
- Judex (extrait), Richard Hickox Orchestra, dir Richard Hickox, 1960, Decca
- Judex (extrait), Orchestre philharmonique royal de Liverpool, dir Sir Charles Groves, HMV Classics
- Beati qui lavant (extrait), Françoise Pollet (soprano), Chœur Régional Vittoria d'Île-de-France (Michel Piquemal), Orchestre national d'Île-de-France, dir Jacques Mercier, 1996